# Марк Дидий Фалько
Марк Дидий Фалько (лат. Marcus Didius Falco, точная транслитерация с латыни — Марк Дидий Фалькон) — персонаж серии детективных романов Дэвис, Линдси (Lindsey Davis) (создаются с 1989 года по наши дни), частный детектив («информатор»), живущий в Древнем Риме в I веке н. э. при императоре Веспасиане. Серия детективов отличается сатиричным языком и большим вниманием к историческим деталям.

## В кинематографе
В 1993 г. была предпринята попытка сделать сериал по данным произведениям, и была снята пилотная серия — «Age of Treason» («Эпоха вероломства»). В роли Марка — Брайан Браун, в роли гладиатора Юстиция — Маттиас Хьюз, актёр боевиков класса «Б». Но фильм не понравился, и сериал не получил продолжения. Писательница Линдси Дэвис не признаёт каноничности фильма, поскольку в нём использовали лишь героев и место действия, но сценарий не основан ни на одном из романов серии.